# Campeonato Mundial de Natação em Piscina Curta de 2014 - 4x100 m livre masculino
A prova dos 4x100 metros livre masculino do Campeonato Mundial de Natação em Piscina Curta de 2014 foi disputado em 3 de dezembro no Centro Aquático Aspire Sports Complex em Doha.

## Recordes
Antes desta competição, os recordes mundiais e do campeonato nesta prova eram os seguintes:
|    | Nacionalidade  | Tempo   | Local      | Data                   |
| -- | -------------- | ------- | ---------- | ---------------------- |
| WR | Estados Unidos | 3:03.30 | Manchester | 19 de dezembro de 2009 |
| CR | França         | 3:04.78 | Dubai      | 15 de dezembro de 2010 |

Os seguintes recordes foram estabelecidos durante a competição: 
| Data          | Prova | Nacionalidade | Tempo   | Recorde |
| ------------- | ----- | ------------- | ------- | ------- |
| 3 de dezembro | Final | França        | 3:03.78 | CR      |

## Medalhistas
| Ouro                                                                      | Prata | Bronze                                                                                     |
| França · Clément Mignon · Fabien Gilot · Florent Manaudou · Mehdy Metella | Rússia · Vladimir Morozov · Sergey Fesikov · Danila Izotov · Mikhail Polischuk · Oleg Tikhobaev · Nikita Konovalov | Estados Unidos · Jimmy Feigen · Matt Grevers · Ryan Lochte · Tom Shields · Darian Townsend |

## Resultados

### Eliminatórias
As eliminatórias ocorreram dia 3 de dezembro. 
| Colocação | Bateria | Raia | Nacionalidade    | Nome | Tempo   | Notas |
| --------- | ------- | ---- | ---------------- | --- | ------- | ----- |
| 1         | 3       | 6    | Itália           | Luca Dotto (47.32) Luca Leonardi (46.98) Marco Belotti (47.35) Marco Orsi (46.00)                                             | 3:07.65 | Q     |
| 2         | 3       | 8    | Brasil           | Henrique Martins (48.06) César Cielo (45.53) Alan Vitória (46.78) Henrique Rodrigues (47.47)                                  | 3:07.84 | Q     |
| 3         | 2       | 7    | França           | Clément Mignon (46.99) Fabien Gilot (46.80) Florent Manaudou (46.74) Mehdy Metella (47.41)                                    | 3:07.94 | Q     |
| 4         | 2       | 5    | Estados Unidos   | Darian Townsend (47.83) Matt Grevers (46.57) Tom Shields (46.67) Jimmy Feigen (46.98)                                         | 3:08.05 | Q     |
| 5         | 3       | 0    | Rússia           | Sergey Fesikov (46.67) Oleg Tikhobaev (47.23) Nikita Konovalov (47.28) Mikhail Polischuk (46.97)                              | 3:08.15 | Q     |
| 6         | 2       | 0    | Austrália        | Matthew Abood (47.27) Travis Mahoney (47.19) Daniel Smith (47.21) Tommaso D'Orsogna (46.61)                                   | 3:08.28 | Q     |
| 7         | 2       | 4    | Japão            | Katsumi Nakamura (47.25) Shinri Shioura (47.06) Kosuke Hagino (47.39) Yuki Kawachi (47.41)                                    | 3:09.11 | Q     |
| 8         | 3       | 7    | Bélgica          | Jasper Aerents (47.69) Emmanuel Vanluchene (46.90) Glenn Surgeloose (47.30) François Heersbrandt (47.54)                      | 3:09.43 | Q     |
| 9         | 2       | 8    | Alemanha         | Marco di Carli (47.81) Markus Deibler (46.86) Philip Heintz (47.90) Steffen Deibler (47.32)                                   | 3:09.89 |       |
| 10        | 3       | 3    | China            | Jiang Yuhui (50.08) Ning Zetao (46.13) Lin Yongqing (47.91) Yu Hexin (47.97)                                                  | 3:12.09 |       |
| 11        | 2       | 6    | África do Sul    | Leith Shankland (48.05) Clayton Jimmie (47.89) Calvyn Justus (48.32) Myles Brown (48.61)                                      | 3:12.87 |       |
| 12        | 3       | 5    | Argentina        | Matías Aguilera (48.78) Guido Buscaglia (49.75) Joaquín Belza (49.03) Federico Grabich (47.35)                                | 3:14.91 |       |
| 13        | 3       | 1    | Uzbequistão      | Daniil Tulupov (50.59) Islam Aslanov (50.26) Alexsey Derlyugov (48.45) Khurshidjon Tursunov (48.61)                           | 3:17.91 |       |
| 14        | 3       | 2    | Argélia          | Sahnoune Oussama (48.44) Nazim Belkhodja (48.29) Jugurtha Boumali (50.78) Lies Nefsi (50.71)                                  | 3:18.22 |       |
| 15        | 1       | 3    | Paraguai         | Charles Hockin (49.39) Matías López (51.48) Max Abreu (50.78) Ben Hockin (47.48)                                              | 3:19.13 |       |
| 16        | 1       | 4    | Islândia         | Kristofer Sigurðsson (51.21) Kristinn Þórarinsson (50.11) Kolbeinn Hrafnkelsson (51.48) Davíð Hildiberg Aðalsteinsson (49.68) | 3:22.48 |       |
| 17        | 3       | 4    | Filipinas        | Axel Toni Steven Ngui (51.57) Jethro Roberts Chua (50.99) Fahad Alkhaldi (52.19) Jessie Lacuna (51.01)                        | 3:25.76 |       |
| 18        | 2       | 2    | Hong Kong        | Mak Ho Lun Raymond (50.55) Ng Chun Nam Derick (51.61) Lau Shiu Yue (52.20) Ng Kai Hong Henry (53.40)                          | 3:27.76 |       |
| 19        | 2       | 1    | Macau            | Chao Man Hou (51.25) Wang Pok Iao (53.81) Yum Cheng Man (54.60) Sio Ka Kun (53.63)                                            | 3:33.29 |       |
| 20        | 2       | 9    | Papua-Nova Guiné | Livingston Aika (56.11) Ryan Pini (49.68) Bobby Akunaii (56.85) Stanford Kawale (53.13)                                       | 3:35.77 |       |
| —         | 1       | 5    | Albânia          | | DNS     |       |
| —         | 2       | 3    | Seicheles        | | DNS     |       |

### Final
A final teve sua disputa realizada em 3 de dezembro. 
| Colocação         | Raia | Nacionalidade  | Nome                                                                                               | Tempo   | Notas  |
| ----------------- | ---- | -------------- | -------------------------------------------------------------------------------------------------- | ------- | ------ |
| Medalha de ouro   | 3    | França         | Clément Mignon (47.05) Fabien Gilot (46.13) Florent Manaudou (44.80) Mehdy Metella (45.80)         | 3:03.78 | CR, ER |
| Medalha de prata  | 2    | Rússia         | Vladimir Morozov (45.51 CR) Sergey Fesikov (46.01) Danila Izotov (45.79) Mikhail Polischuk (46.87) | 3:04.18 |        |
| Medalha de bronze | 6    | Estados Unidos | Jimmy Feigen (47.41) Matt Grevers (46.13) Ryan Lochte (46.02) Tom Shields (46.02)                  | 3:05.58 |        |
| 4                 | 4    | Itália         | Luca Dotto (47.17) Marco Orsi (45.39) Luca Leonardi (46.87) Filippo Magnini (46.36)                | 3:05.79 |        |
| 5                 | 7    | Austrália      | Cameron McEvoy (46.56) Matthew Abood (46.78) Travis Mahoney (47.49) Tommaso D'Orsogna (45.65)      | 3:06.48 |        |
| 6                 | 8    | Bélgica        | Jasper Aerents (47.59) Pieter Timmers (46.08) Emmanuel Vanluchene (46.60) Glenn Surgeloose (47.27) | 3:07.54 |        |
| 7                 | 1    | Japão          | Katsumi Nakamura (47.05) Shinri Shioura (46.39) Reo Sakata (47.12) Kosuke Hagino (47.23)           | 3:07.79 | AS     |
| 8                 | 5    | Brasil         | Henrique Martins (47.74) João de Lucca (45.65) Alan Vitória (47.60) Gustavo Godoy (47.32)          | 3:08.31 |        |

Legenda
| Recorde mundial       | Recorde mundial (World record)               |                       | Recorde africano                      | Recorde africano (African) |                                           | Q | Classificado por posição (Qualified) |
| Recorde do campeonato | Recorde do campeonato (Championship record)  | Recorde da América    | Recorde da América (Americas)         | q                          | Classificado por melhor tempo (Qualified) |   |                                      |
| Melhor marca do ano   | Melhor marca do ano (World leading)          | Recorde asiático      | Recorde asiático (Asian)              | DNS                        | Não largou (Did not start)                |   |                                      |
| Recorde nacional      | Recorde nacional (National record)           | Recorde europeu       | Recorde europeu (European)            | DNF                        | Não terminou (Did not finish)             |   |                                      |
| Recorde pessoal       | Recorde pessoal do atleta (Personal best)    | Recorde da Oceania    | Recorde da Oceania (Oceania)          | DSQ / DQ                   | Desclassificado (Disqualified)            |   |                                      |
| Recorde da temporada  | Recorde da temporada do atleta (Season best) | Recorde sul-americano | Recorde sul-americano (South America) | NM                         | Sem marca (No mark)                       |   |                                      |